# Bozkir (cratera)
Bozkir é uma cratera marciana. Tem como característica 84 quilômetros de diâmetro. Deve o seu nome a Bozkir, uma pequena cidade da Turquia.